# Коростелёв, Павел Владимирович
Павел Алексеевич Верещагин(в прошлом Коростелёв) (род. 25 ноября 1978, г. Ленинград) — российский лыжник и биатлонист. Сервисмен сборной России по биатлону в 2010 году.
Начал международную карьеру в качестве лыжника в декабре 2001 года в гонке ФИС в Красногорске. Член сборной команды России по лыжным гонкам на Олимпиаде в Турине. После окончания сезона 2006/2007 перешёл в биатлон. В 2010 году вошёл в состав сервис-бригады сборной России по биатлону. После начал работу в спортшколе Санкт-Петербурга Красногвардейского района. Был женат на российской лыжнице Наталье Коростелёвой и у них родился сын Савелий Коростелёв в 2003 году.